# Mayday Squad Heroes
Mayday Squad Heroes is een videospel voor het platform Commodore Amiga. Het spel werd uitgebracht in 1989. 